# Miguel Raimundo
José Miguel Martins Raimundo (Évora, 5 de fevereiro, de 1987) é um médico especialista em Ginecologia e Obstetrícia, investigador e gestor português. É reconhecido pelo seu trabalho em Procriação Medicamente Assistida, o que lhe tem valido participações como palestrante e a presença como especialista em órgãos de comunicação social.

## Biografia
Nascido em Évora, Portugal, Miguel Raimundo estudou na Faculdade de Medicina da Universidade de Lisboa, ingressando em 2005. Completou o ano comum no Hospital de Cascais e a especialidade no Hospital de Setúbal. Completou o mestrado em Medicina da Reprodução na Universidade Rey Juan Carlos e IVI RMA Global, em Madrid, com uma dissertação sobre o impacto do estatuto de fumador da doadora no tratamento de doação de ovócitos.
Sendo doutorando na Escola Nacional de Saúde Pública, na Universidade NOVA de Lisboa, em 2022, em parceria com a Marinha Portuguesa, realizou o estudo FertyOx, sobre a eficácia da Oxigenoterapia Hiperbárica associada a técnicas de procriação medicamente assistida.

## Carreira
Miguel Raimundo tem centenas de palestras e comunicações em reuniões técnicas e científicas. É autor e coautor de várias publicações em revistas e livros nacionais e internacionais. Os seus trabalhos abordam temas como fertilidade em idade avançada, a endometriose e a eficácia de diferentes técnicas de Procriação Medicamente Assistida. Bem como as dificuldades de diagnóstico e a necessidade de maior consciencialização sobre a doença.
Por exemplo, em Setembro de 2020 foi convidado pelo website Notícias ao Minuto sobre o tema da infertilidade, tendo comentado que «existem 290 mil casais portugueses com problemas de infertilidade, em que 9,7% das mulheres, entre os 25 e os 45 anos, sofrem de incapacidade de gerar uma gravidez após um ano de relações sexuais sem contraceção». Em Outubro desse ano voltou a ser entrevistado pelo website, desta vez sobre a prevenção do cancro da mama, tendo comunicado que «todos os dias contam para conseguir ganhar mais tempo e vencer esta batalha que é tão dura para tantas mulheres. Apesar de não ser dos mais letais, o cancro da mama tem ainda assim uma alta mortalidade, mas que pode ser invertida se existir uma deteção precoce», tendo referido cinco passos para fazer o autoexame contra aquela doença.
Em 18 de Novembro de 2022, Miguel Raimundo foi entrevistado no podcast Convidado Extra do jornal Observador acerca da sua colaboração com a Marinha, num estudo sobre se um mergulho a 15 m de profundidade poderia ter efeitos sobre a fertilidade feminina.
Em Julho de 2023 foi entrevistado pelo jornal Público acerca do congelamento dos óvulos, tendo explicado que «doenças como endometriose, o historial familiar de menopausa precoce, a reserva ovárica, ou até mesmo uma questão de genética, não devem ser descartadas quando se pensa no processo de congelamento».
Na sequência do veto presidencial à regulamentação da procriação medicamente assistida, em 2024, assinou um artigo de opinião no semanário Expresso, onde defendeu a urgência de se «proporcionar às famílias portuguesas a oportunidade de serem pais por meio da gestação de substituição» para evitar que se continue a empurrar os portugueses para «fazer os tratamentos noutros países em condições muitas vezes não conhecidas».